# 托特塔羅牌
托特塔羅牌（Thoth Tarot, /ˌtoʊt ˈtæroʊ/）是塔羅占卜體系之一。由芙瑞妲·哈利斯女士（Lady Frieda Harris）根據亞歷斯特·克勞利（Aleister Crowley）所傳授的神秘學知識绘制成塔罗牌。克勞利提到這副牌以律法之書（The Book of the Law)中，源自古埃及神祇荷魯斯所傳遞之預示作為其設計主軸之一。
台灣早期因《直覺式塔羅牌》一書搭配此牌銷售，坊間多以「直覺式塔羅牌」稱呼「托特塔羅牌」。然而托特塔羅牌本身設計原理、牌義與《直覺式塔羅牌》一書中所引入奧修靜心的詮釋並無直接關聯。

## 背景

玫瑰十字

原本克勞利規畫以六個月的期間將傳統塔羅圖案符號轉變成更適合時代需要的運用，因而著手設計托特塔羅牌。然而他從1938到1943年，一共用了五年的時間才完成這個規劃，並且隨著托特牌的設計之拓展，這副牌內涵涉及到廣大的知識領域。克勞力與哈利斯二人對於托特牌的設計相當細心，加上哈利斯繪製一些牌卡數量多達八倍。
現在的美國遊戲公司（US Games Systems, Inc.）出版的托特塔羅牌包含由哈利斯女士繪製的兩款魔法師牌（The Magus card），這兩張都有明顯不一樣的特色與符號的設計及運用。這兩張牌不意味著可以適當的用於整副牌中，雖然是由哈利斯所完成的，但此並不获克勞利所批准。對於塔羅牌愛好者而言，這兩張牌被視為额外的贈禮。
哈利斯與克勞利並沒有親自見到托特塔羅牌的出版。托特牌正式出版是在1969年由東方聖堂騎士團（Ordo Templi Orientis）首度全面印刷發行，然而這些最初發行的牌在許多品質方面比較不精緻，因而在1977年發行第二版本，重新攝製哈利斯描繪的塔羅牌。爾後一副更進一步的現代化托特塔羅牌在1986年誕生，於今日時下的托特塔羅牌乃是經過修訂後的最新版本，並且修訂版在1996年首度發行。

## 符號體系
托特塔羅牌擁有豐富的符號體系，祂是建構在克勞利期許從許多不同的學科（包含科學與哲學）的象徵性符號給結合在一起，以及貼近他廣博的各門神祕學系統之知識（詳細說明他的托特之書）；例如：倒吊人（The Hanged Man）與月亮（The Moon）圖像是來自埃及神話學（Egyptian mythology），還有圓盤公主（Princess of Disks）手持具有太極圖的圓盤。數字牌中的四元素象徵符號（權杖、聖杯、寶劍以及圓盤），每張牌的所描繪的圖案位置都是有經過精心設計與擺置的；例如：寶劍四（Four of Swords），這張牌克勞利命名為“休戰（truce）”，顯示出四把劍的劍尖朝向假想直角的中心，提示出可能為刺刀上的和平之忠告。托特牌的圖像都是一律完整的呈現以及始終給予鮮明的圖解。

### 相關學問
- 卡巴拉生命樹
- 西洋占星學
- 煉金術
- 脈輪
- 易經
- 色彩學

## 特色

### 大秘儀
克勞利也為幾張大秘儀重新命名，並且還重新整理占星學和希伯來字母（Hebrew alphabet）與一些大秘儀的結合，使之能夠與他的古籍──律法之書──的道理一致：
中譯：我的典籍所有之古老學問都是正確的；然而צ並非表示星星。
原文：All these old letters of my Book are aright; but צ is not the Star.
──摘自AL I:57

### 托特系統與偉特對照表
| 萊德·偉特牌                      | 托特牌                      |
| -------------------------------- | --------------------------- |
| I: 魔術師（The Magician）        | I: 魔法師（The Magus）      |
| II: 女祭司（The High Priestess） | II: 女祭司（The Priestess） |
| VIII: 力量（Strength）           | XI: 慾望（Lust）            |
| XI: 正義（Justice）              | VIII: 調節（Adjustment)     |
| X: 命運之輪（Wheel of Fortune）  | X: 命運（Fortune）          |
| XIV: 節制（Temperance）          | XIV: 藝術（Art）            |
| XX: 審判（Judgement）            | XX: 新紀元/永恆（The Æon）  |
| XXI: 世界（The World）           | XXI: 宇宙（The Universe）   |

### 小秘儀
每一張小秘儀的牌（每一組都是從1-10），除了四張王牌（Aces）之外，牌的下方都擁有一個主題。克勞利是以他想用符號體系為基礎而將這些小秘儀的牌來命名。這些符號體系與大多數人用在占卜的萊德·偉特塔羅牌（Rider-Waite tarot deck）是不一樣的風格。
在小秘儀中，數字牌的1-10是歸屬於生命之樹（the Tree of Life）的十個質點（sephira）。Kether（王冠）隸屬於一、Chokmah（智慧）隸屬於二、Binah（理解）隸屬於三，如此每一個數字都有相對應的質點， 所以從生命之樹往下到Malkuth（王國）隸屬於十。從Kether（王冠）處在統一的狀態並且向下移動到生命樹最下方的Malkuth（王國），為人們顯示出一條遙遠的道路。

### 宮廷牌
克勞利對托特牌的宮廷牌組將近全部變更名稱，但是王后牌名稱保留住，對於使用廣為通行的塔羅牌之人們而言，這或許可能在會造成一些混淆。偉特牌與托特牌的宮廷牌組之典型的對應名稱如下：
| 偉特牌         | 托特牌           |
| -------------- | ---------------- |
| 侍衛（Page）   | 公主（Princess） |
| 騎士（Knight） | 王子（Prince）   |
| 王后（Queen）  | 王后（Queen）    |
| 國王（King）   | 騎士（Knight）   |

比爾·巴特勒（Bill Butler）的《塔羅辭典》（Dictionary of the Tarot） 由碩肯（Schocken）在1975年出版，書中提出偉特牌與托特牌的宮廷牌組差異在於托特牌宮廷牌組具有家庭血緣關係，以及相對於傳統塔羅牌的牌義而言托特牌是擁有不同的含義的，並且此處附上相關資料。在巴特勒的《塔羅辭典》裡的圖表如下:
| 傳統塔羅宮廷牌 | 托特宮廷牌       |
| -------------- | ---------------- |
| 侍衛（Page）   | 公主（Princess） |
| 騎士（Knight） | 騎士（Knight）   |
| 王后（Queen）  | 王后（Queen）    |
| 國王（King）   | 王子（Prince）   |

### 權杖數字牌
| 序號   | 星座   | 区间   | 主星 | 名稱               |
| ------ | ------ | ------ | ---- | ------------------ |
| 權杖一 |        |        |      | 火元素能量根源     |
| 權杖二 | 白羊座 | 区间一 | 火星 | 統御（Dominion）   |
| 權杖三 | 白羊座 | 区间二 | 太陽 | 美德（Virtue）     |
| 權杖四 | 白羊座 | 区间三 | 金星 | 完成（Completion） |
| 權杖五 | 獅子座 | 区间一 | 土星 | 競爭（Strife）     |
| 權杖六 | 獅子座 | 区间二 | 木星 | 致勝（Victory）    |
| 權杖七 | 獅子座 | 区间三 | 火星 | 勇氣（Valour）     |
| 權杖八 | 人馬座 | 区间一 | 水星 | 迅捷（Swiftness）  |
| 權杖九 | 人馬座 | 区间二 | 月亮 | 力（Strength）     |
| 權杖十 | 人馬座 | 区间三 | 土星 | 壓迫（Oppression） |

### 聖杯數字牌
| 序號   | 星座   | 區間   | 主星 | 名稱                   |
| ------ | ------ | ------ | ---- | ---------------------- |
| 聖杯一 |        |        |      | 水元素能量根源         |
| 聖杯二 | 巨蟹座 | 區間一 | 金星 | 愛（Love）             |
| 聖杯三 | 巨蟹座 | 區間二 | 水星 | 豐盛（Abundance）      |
| 聖杯四 | 巨蟹座 | 區間三 | 月亮 | 奢華（Luxury）         |
| 聖杯五 | 天蠍座 | 區間一 | 火星 | 失望（Disappointment） |
| 聖杯六 | 天蠍座 | 區間二 | 太陽 | 享樂（Pleasure）       |
| 聖杯七 | 天蠍座 | 區間三 | 金星 | 沉淪（Debauch）        |
| 聖杯八 | 雙魚座 | 區間一 | 土星 | 怠惰（Indolence）      |
| 聖杯九 | 雙魚座 | 區間二 | 木星 | 快樂（Happiness）      |
| 聖杯十 | 雙魚座 | 區間三 | 火星 | 饜足（Satiety）        |

### 寶劍數字牌
| 序號   | 星座   | 區間   | 主星 | 名稱                 |
| ------ | ------ | ------ | ---- | -------------------- |
| 寶劍一 |        |        |      | 風元素能量根源       |
| 寶劍二 | 天秤座 | 區間一 | 月亮 | 寧靜（Peace）        |
| 寶劍三 | 天秤座 | 區間二 | 土星 | 悲傷（Sorrow）       |
| 寶劍四 | 天秤座 | 區間三 | 木星 | 休戰（Truce）        |
| 寶劍五 | 寶瓶座 | 區間一 | 金星 | 擊潰（Defeat）       |
| 寶劍六 | 寶瓶座 | 區間二 | 水星 | 科學（Science）      |
| 寶劍七 | 寶瓶座 | 區間三 | 月亮 | 徒勞（Futility）     |
| 寶劍八 | 雙子座 | 區間一 | 木星 | 阻礙（Interference） |
| 寶劍九 | 雙子座 | 區間二 | 火星 | 殘虐（Cruelty）      |
| 寶劍十 | 雙子座 | 區間三 | 太陽 | 淪亡（Ruin）         |

### 圓盤數字牌
| 序號   | 星座   | 區間   | 主星 | 名稱             |
| ------ | ------ | ------ | ---- | ---------------- |
| 圓盤一 |        |        |      | 土元素能量根源   |
| 圓盤二 | 摩羯座 | 區間一 | 木星 | 變易（Change）   |
| 圓盤三 | 摩羯座 | 區間二 | 火星 | 工作（Work）     |
| 圓盤四 | 摩羯座 | 區間三 | 太陽 | 能力（Power）    |
| 圓盤五 | 金牛座 | 區間一 | 水星 | 憂慮（Worry）    |
| 圓盤六 | 金牛座 | 區間二 | 月亮 | 成功（Success）  |
| 圓盤七 | 金牛座 | 區間三 | 土星 | 失敗（Failure）  |
| 圓盤八 | 室女座 | 區間一 | 太陽 | 謹慎（Prudence） |
| 圓盤九 | 室女座 | 區間二 | 金星 | 獲益（Gain）     |
| 圓盤十 | 室女座 | 區間三 | 水星 | 財富（Wealth）   |

## 外部連結
- Tarot Museum
- 牌義查詢：托特塔羅入門線上版 （页面存档备份，存于）